# Rio Câmpşoara
O Rio Câmpşoara é um rio da Romênia, afluente do Câmpa, localizado no distrito de Hunedoara.